# 异样碘泡虫
异样碘泡虫（学名：Myxobolus diversus）为碘泡科碘泡虫属的动物。在中国，分布于湖北、浙江、云南、江西、武陵山地区等，营寄生生活，寄生在鳃（鲫、白鲫、花鲈）、肾（鲫、白鲫、花鲈、鲤）、胆囊、肠、肌肉、膀胱（鲫）。